# San Lorenzo del Vallo
San Lorenzo del Vallo est une commune de la province de Cosenza, dans la région de Calabre, en Italie.

## Administration
| Période                                  | Période | Identité | Étiquette | Qualité |
| ---------------------------------------- | ------- | -------- | --------- | ------- |
|                                          |         |          |           |         |
| Les données manquantes sont à compléter. |         |          |           |         |

### Communes limitrophes
Altomonte, Castrovillari, Roggiano Gravina, Spezzano Albanese, Tarsia